# 1,3-Diiodpropan
1,3-Diiodpropan ist eine chemische Verbindung, die zu den Halogenalkanen gehört. Sie ist isomer zu 1,1-Diiodpropan, 1,2-Diiodpropan und 2,2-Diiodpropan.

## Eigenschaften
1,3-Diiodpropan ist eine farblose bis bräunliche Flüssigkeit, welche fast unlöslich in Wasser ist. Die kritische Temperatur von 1,3-Diiodpropan liegt bei 766,97 K, der kritische Druck bei 41,62 bar. Die Verdampfungsenthalpie am Siedepunkt beträgt 43,382 kJ/mol. Der Flammpunkt liegt über 110 °C.